# Let's Play
Um Let's Play ("Vamos Jogar") é uma série de imagens ou vídeos documentando uma jogada de um jogo eletrônico, geralmente incluindo comentários do jogador. Um LP difere de um detonado ou um guia de estratégia, concentrando-se na experiência subjetiva de um indivíduo com o jogo, muitas vezes com comentário bem-humorado, irreverente, ou até mesmo crítico do jogador, ao invés de ser uma fonte objetiva de informação sobre como progredir através do jogo.

## História
Desde o início do entretenimento eletrônico, os jogadores de videogame com acesso a software de captura de imagem, dispositivos de captura de vídeo e software de gravação de tela tem gravado eles mesmos jogando, muitas vezes como parte de um guia passo-a-passo, speedruns ou outra forma de entretenimento. Um tal forma estes tomou foi a adição de comentário de texto ou áudio, geralmente bem-humorado por natureza, juntamente com as imagens ou vídeos; jogatinas em vídeo normalmente seriam apresentados sem edição significativa para manter a resposta crua que os jogadores tinham ao jogo. Embora outros tinham usado a mesma abordagem no momento, os fóruns do site Something Awful são creditados com a criação do termo Let's Play em 2007 para descrever tais gravações.
O formato dos Let's Plays é atribuído ao usuário dos fóruns do Something Awful, Michael Sawyer, sob o pseudônimo "Slowbeef". Sawyer afirmou que o formato que adotou foi inspirado em um playthrough anterior feito pelo usuário "Vlaphor" para o jogo I Have No Mouth, and I Must Scream. A adaptação feita por Sawyer tornou-se o padrão adotado por outros usuários dos fóruns. Ele também é creditado por ter criado o primeiro playthrough em vídeo, para o jogo The Immortal, que produziu paralelamente a uma versão por capturas de tela. A partir daí, o formato se popularizou entre os membros do fórum e diversos Let's Plays foram produzidos; o fórum chegou a estabelecer um processo próprio para a criação desses conteúdos, além de desenvolver um extenso acervo de Let's Plays. Com o surgimento de plataformas de compartilhamento de vídeos criados por usuários, como o YouTube e o Twitch, mais pessoas puderam produzir e divulgar seus vídeos, tornando o formato Let's Play amplamente popular e expandindo-o para além dos fóruns do Something Awful.

## Contemporâneo
Vídeos do tipo Let's Play são semelhantes a transmissões em vídeo onde um jogador completa um jogo para uma audiência. Segundo Patrick Lee, do The A.V. Club, um bom Let's Play se diferencia de simples jogatinas transmitidas ao vivo quando o jogador já está suficientemente familiarizado com o jogo, o que lhe permite oferecer comentários mais ricos e explorar melhor o conteúdo para os espectadores. Além disso, esses vídeos ganham destaque quando o jogador compartilha memórias pessoais relacionadas ao jogo ou encara desafios autoimpostos, como terminar um jogo sem eliminar inimigos. Essa abordagem transforma os vídeos em uma forma de preservar e homenagear os jogos, permitindo que pessoas que não têm acesso aos títulos — seja por questões de idade ou restrições regionais — possam conhecê-los e apreciá-los, incluindo aqueles mais obscuros.
Alguns criadores de conteúdo que produzem esse tipo de vídeo se tornaram celebridades da internet e são vistos como uma espécie de “fã profissional”, segundo Dar Nothaft, da Maker Studios. Muitos espectadores assistem a esses vídeos em busca de uma perspectiva diferente daquela oferecida por críticas profissionais. Um dos maiores nomes nesse segmento é Felix Kjellberg, conhecido como PewDiePie, que alcançou mais de 40 milhões de inscritos e mais de 10 bilhões de visualizações em seus vídeos até setembro de 2015. PewDiePie conseguiu monetizar seu conteúdo e sua influência no mercado de jogos é significativa — títulos apresentados em seu canal frequentemente registram um aumento expressivo nas vendas, fenômeno conhecido como "efeito PewDiePie". Outros criadores ou grupos populares nesse formato incluem Jacksepticeye, Markiplier, DanTDM, BRKsEDU, Venom Extreme e viniccius13.
Criadores de conteúdo também podem se associar a redes de parceiros, como a Maker Studios, que oferecem suporte promocional e publicitário em troca de uma parte da receita. O canal de PewDiePie, um dos mais populares do gênero, chegou a gerar receitas mensais estimadas entre 140 mil e 1,4 milhão de dólares. Segundo estimativas da imprensa, ele acumulou mais de 4 milhões de dólares em 2013 e chegou a liderar rankings como o da Forbes em 2015, com rendimentos acima de 12 milhões de dólares anuais antes dos impostos. Em 2018, os principais nomes da área atingiram ganhos entre 16 e 18 milhões de dólares por ano.
Diversos criadores tornaram os Let's Plays sua carreira principal, desenvolvendo habilidades como comunicação, edição de vídeo e marketing digital — úteis inclusive para outras profissões. Os mais populares frequentemente organizam ações beneficentes ou doam parte de seus rendimentos para causas sociais. A influência de alguns deles, como PewDiePie, foi reconhecida por veículos como a Time, que o incluiu em suas listas de pessoas mais influentes da internet e do mundo em 2015 e 2016, respectivamente. Já um levantamento da Business Insider indicou que, em 2014, mais da metade dos vinte canais independentes com maior número de assinantes no YouTube produziam vídeos do tipo Let's Play. Segundo uma pesquisa divulgada em 2017, a audiência de vídeos de gameplay e transmissões ao vivo ultrapassava a soma dos assinantes de serviços como HBO, Netflix, ESPN e Hulu, com mais de 500 milhões de usuários no YouTube e cerca de 185 milhões na Twitch.
Além do entretenimento, os Let's Plays também são reconhecidos como uma forma eficaz de marketing para jogos, especialmente para desenvolvedores independentes. O sucesso do título Thomas Was Alone, por exemplo, foi atribuído a um vídeo de gameplay feito por um influente comentarista. Já o criador de The Stanley Parable, Davey Wreden, promoveu seu jogo junto a canais específicos, oferecendo versões personalizadas da demo para eles — estratégia que contribuiu para a venda de mais de 100 mil cópias nos primeiros três dias após o lançamento. Outros desenvolvedores, como os de Octodad: Dadliest Catch, projetaram seus jogos com o objetivo de gerar conteúdo criativo e engraçado nos vídeos dos jogadores.
A popularização do formato também influenciou diretamente o desenvolvimento de alguns jogos. Títulos com elementos peculiares e situações inusitadas tendem a atrair mais visualizações, o que levou certos estúdios a investirem nesses aspectos. Jogos em acesso antecipado ou versões beta se beneficiam das reações do público nesses vídeos, que servem como fonte de feedback. Canais de porte médio também se tornaram aliados valiosos de desenvolvedores, como ocorreu com os criadores de PlayerUnknown's Battlegrounds e Hello Neighbor, que optaram por uma divulgação segmentada em vez de buscar os grandes influenciadores.
Certos jogos, como Goat Simulator e I am Bread, foram criticados por parecerem desenvolvidos unicamente para atrair atenção no YouTube — prática conhecida como “isca para YouTubers”. Já o gênero survival horror, com foco em imersão e sustos, como visto em Five Nights at Freddy’s e Outlast, se encaixa perfeitamente no formato Let's Play. Os sustos geram reações exageradas nos jogadores, o que atrai o público e permite que até quem não gosta de jogar esse tipo de jogo se divirta assistindo.
Títulos como Amnesia: The Dark Descent também se destacaram devido à ampla exposição nos vídeos, compensando a ausência de campanhas publicitárias mais robustas. Em certos casos, a popularidade prolongada gerada por Let's Plays levou empresas a relançarem jogos antigos. Em 2014, a Electronic Arts voltou a distribuir Skate 3, originalmente de 2010, após o jogo permanecer entre os mais vendidos no Reino Unido graças à visibilidade gerada por criadores como PewDiePie. As vendas em 2014 foram 33% maiores que no ano anterior.
O fenômeno dos Let's Plays foi explorado até por produções televisivas, como no episódio "#REHASH" de South Park. Empresas como a Double Fine Productions também abraçaram o formato com a série "Devs Play", na qual desenvolvedores jogam seus próprios títulos ou de outros estúdios enquanto comentam os bastidores do processo de criação.